# AssaultCube
AssaultCube (voorheen bekend als ActionCube) is een snelle first-person shooter gebaseerd op de Cube engine. Hoewel de nadruk ligt op online spelen, bestaat er ook een modus voor één speler waarin je strijd tegen bots, bestuurd door de computer. Het spel wordt bestuurd met het toetsenbord en de muis.
AssaultCube is gratis verkrijgbaar voor Microsoft Windows, Linux en Mac OS X. Hoewel de Cube engine vrije software is, zijn sommige delen van de bijkomende media, zoals de graphics, uitgegeven onder een softwarelicentie.

## Geschiedenis
Assaultcube werd opgestart als ActionCube in juli 2004 door een paar leden van de Cube online gemeenschap. De eerste officiële release vond plaats in november 2006. Het plan was om een volledig nieuw spel te creëren dat de eenvoud en bewegingsstijl van Cube gebruikte in een meer realistische omgeving.
Van 6 mei 2007 af aan, werd ActionCube hernoemd tot AssaultCube op verzoek van de ontwikkelaars van Action Quake.
Ondanks zijn simplistische graphics en gameplay, onderhoudt AssaultCube een vaste basis van honderden spelers, met meer dan 60 door gebruikers geopende servers online op gelijk welk moment. AssaultCube heeft ook verschillende gaming clans, waarvan er sommige meedoen in georganiseerde toernamenten.
Hoewel het gebaseerd is op de Cube engine, is de engine van AssaultCube enorm verbeterd ten opzichte van de originele Cube en gebruikt zelfs kenmerken van Cube 2.

## Gameplay
AssaultCube werd ontwikkeld om een meer realistisch en team-georiënteerd videospel te zijn dan Cube, hoewel ze Cube 's onderscheidende snelle gameplay behouden. In vergelijking met andere videospellen is AssaultCube trager dan Quake maar sneller dan Counter-Strike. Er zijn twee verschillende teams in AssaultCube, genoemd de Cubers Liberations Army (CLA) en de Rabid Viper Special Forces (RVSF).
AssaultCube behoudt wel nog steeds een bewegingsbug van de originele Cube engine dat spelers toelaat straferunning te gebruiken op een grotere snelheid. Dit was met opzet in het spel gelaten door de ontwikkelaars omdat het door spelers beschouwd werd als een goed kenmerk van Cube, gelijkend op bunny hopping in Quake.
Nog een eerder onrealistisch facet van het spel is de mogelijkheid om de weerslag van de wapens te gebruiken (wat je naar achter duwt) om hogere sprongen te maken dat ervoor onmogelijk waren. Dit werd ook met opzet in het spel gelaten, om spelers toe te laten een grotere bewegingssnelheid te bereiken en hoger te springen. Dit kenmerk werd geërfd van Cube, hoewel het niet aanwezig was in de oorspronkelijke uitgave van AssaultCube.
AssaultCube's wapens zijn allemaal fictioneel en voldoen aan de basisbehoeften van de moderne first-person shooter: een aanvalsgeweer, een machinepistool, een sluipschuttersgeweer, pistool, mes en hagelgeweer.

## Spelmodi
AssaultCube heeft twaalf verschillende spelmodi naast de bot spelmodi en de level editor:
- Deathmatch en Team Deathmatch
- One Shot One Kill en Team One Shot One Kill (enkel met sluipschuttersgeweer)
- Last Swiss Standing (enkel met messen en granaten)
- Survivor and Team Survivor (de beide teams vechten totdat het vijandige team overwonnen is)
- Pistol Frenzy (enkel met pistolen, messen en granaten)
- Capture The Flag
- Keep The Flag and Team Keep The Flag (zoek de vlag en hou hem in je bezit zo lang mogelijk)
- Hunt The Flag (bekend als VIP in andere spellen)

AssaultCube behoudt een ingame mogelijkheid om mappen te maken en aan te passen zoals het originele Cube videospel, wat resulteert in een groot aantal zelfgemaakte maps online. Verschillende maps van andere spellen zijn opnieuw gemaakt door spelers, aangepast aan de Cube engine. Echter, geen enkele van die maps worden in officiële uitgaves opgenomen, wegens copyright redenen.